# Archaeoscina danae
Archaeoscina danae is een vlokreeftensoort uit de familie van de Archaeoscinidae. De wetenschappelijke naam van de soort is voor het eerst geldig gepubliceerd in 2006 door Zeidler.